# Magic City/Episodenliste
Diese Episodenliste enthält alle Episoden der US-amerikanischen Drama-Fernsehserie Magic City, sortiert nach der US-amerikanischen Erstausstrahlung. Die Serie umfasst insgesamt zwei Staffeln mit 16 Episoden mit jeweils einer Länge von circa 50 Minuten.

## Übersicht
| Staffel | Episodenanzahl | Erstausstrahlung USA | Erstausstrahlung USA | Deutschsprachige Erstausstrahlung | Deutschsprachige Erstausstrahlung |
| Staffel | Episodenanzahl | Staffelstart         | Staffelfinale        | Staffelstart                      | Staffelfinale                     |
| ------- | -------------- | -------------------- | -------------------- | --------------------------------- | --------------------------------- |
| 1       | 8              | 30. März 2012        | 1. Juni 2012         | 30. September 2012                | 18. November 2012                 |
| 2       | 8              | 14. Juni 2013        | 9. August 2013       | 13. Oktober 2013                  | 1. Dezember 2013                  |

## Staffel 1
Die Erstausstrahlung der ersten Staffel war vom 30. März bis zum 1. Juni 2012 auf dem US-amerikanischen Kabelsender Starz zu sehen. Die deutschsprachige Erstausstrahlung sendete der Pay-TV-Sender Sky Atlantic HD vom 30. September 2012 bis zum 18. November 2012.
| Nr. (ges.) | Nr. (St.) | Deutscher Titel     | Originaltitel                        | Erstausstrahlung USA | Deutschsprachige Erstausstrahlung (D) | Regie              | Drehbuch                       | Zuschauer (USA) |
| ---------- | --------- | ------------------- | ------------------------------------ | -------------------- | ------------------------------------- | ------------------ | ------------------------------ | --------------- |
| 1          | 1         | Riskante Geschäfte  | The Year of the Fin                  | 30. März 2012        | 30. Sep. 2012                         | Carl Franklin      | Mitch Glazer                   | 0,30 Mio.       |
| 2          | 2         | Im Haifischbecken   | Feeding Frenzy                       | 13. Apr. 2012        | 5. Okt. 2012                          | Ed Bianchi         | Mitch Glazer                   | 0,37 Mio.       |
| 3          | 3         | Auf Sand gebaut     | Castles Made of Sand                 | 20. Apr. 2012        | 12. Okt. 2012                         | Ed Bianchi         | Mitch Glazer                   | 0,38 Mio.       |
| 4          | 4         | Spiel mit dem Feuer | Atonement                            | 27. Apr. 2012        | 19. Okt. 2012                         | Simon Cellan Jones | Mitch Glazer                   | 0,39 Mio.       |
| 5          | 5         | Tödlich Blond       | Suicide Blonde                       | 4. Mai 2012          | 28. Okt. 2012                         | Simon Cellan Jones | Mitch Glazer                   | 0,50 Mio.       |
| 6          | 6         | Tiefschläge         | The Harder They Fall                 | 11. Mai 2012         | 4. Nov. 2012                          | Ed Bianchi         | Mitch Glazer & Lawrence Konner | 0,43 Mio.       |
| 7          | 7         | Ross oder Reiter    | Who’s the Horse and Who’s the Rider? | 18. Mai 2012         | 11. Nov. 2012                         | Nick Gomez         | Mitch Glazer                   | 0,47 Mio.       |
| 8          | 8         | Die Flut steigt     | Time and Tide                        | 1. Juni 2012         | 18. Nov. 2012                         | Ed Bianchi         | Mitch Glazer                   | 0,50 Mio.       |

## Staffel 2
Die Erstausstrahlung der zweiten Staffel wurde vom 14. Juni bis zum 9. August 2013 auf dem US-amerikanischen Kabelsender Starz ausgestrahlt. Sky Atlantic HD strahlte die zweite Staffel vom 13. Oktober 2013 bis zum 1. Dezember 2013 aus.
| Nr. (ges.) | Nr. (St.) | Deutscher Titel       | Originaltitel               | Erstausstrahlung USA | Deutschsprachige Erstausstrahlung (—) | Regie              | Drehbuch                                                             | Zuschauer (USA) |
| ---------- | --------- | --------------------- | --------------------------- | -------------------- | ------------------------------------- | ------------------ | -------------------------------------------------------------------- | --------------- |
| 9          | 1         | Schuld und Sühne      | Crime and Punishment        | 14. Juni 2013        | 13. Okt. 2013                         | Clark Johnson      | Mitch Glazer                                                         | 0,50 Mio.       |
| 10         | 2         | Der Engel des Todes   | Angels of Death             | 21. Juni 2013        | 20. Okt. 2013                         | Terrence O’Hara    | Handlung: John Mankiewicz Schauspiel: John Mankiewicz & Mitch Glazer | 0,34 Mio.       |
| 11         | 3         | Natürliche Auslese    | Adapt or Die                | 28. Juni 2013        | 27. Okt. 2013                         | Ed Bianchi         | Eduardo Machado, Mitch Glazer                                        | 0,45 Mio.       |
| 12         | 4         | Am Scheideweg         | Crossroads                  | 12. Juli 2013        | 3. Nov. 2013                          | Ed Bianchi         | Mitch Glazer, Ted Mann                                               | 0,52 Mio.       |
| 13         | 5         | Aus den Fugen         | World in Changes            | 19. Juli 2013        | 10. Nov. 2013                         | Simon Cellan Jones | Mitch Glazer                                                         | —               |
| 14         | 6         | Hoher Einsatz         | Sitting on Top of the World | 26. Juli 2013        | 17. Nov. 2013                         | David Petrarca     | Mitch Glazer                                                         | —               |
| 15         | 7         | Der Feind kommt näher | …And Your Enemies Closer    | 2. Aug. 2013         | 24. Nov. 2013                         | Simon Cellan Jones | Mitch Glazer                                                         | —               |
| 16         | 8         | Die Sünden der Väter  | The Sins of the Father      | 9. Aug. 2013         | 1. Dez. 2013                          | David Petrarca     | Mitch Glazer                                                         | —               |